# Мартіні крапля лимона

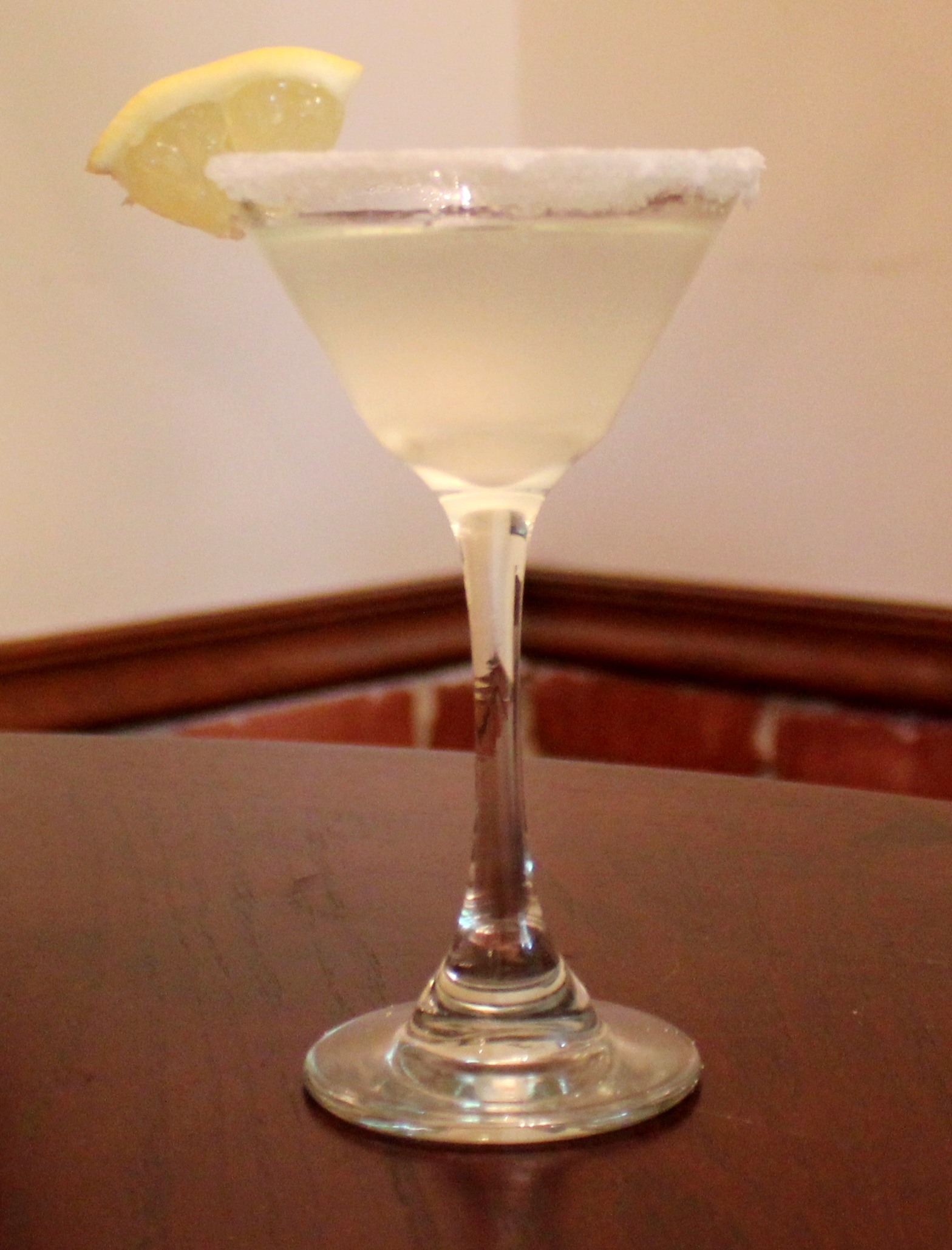
Коктейль Lemon drop martini

Мартіні крапля лимона (англ. Lemon drop martini) — коктейль на основі горілки, лікеру Triple Sec та лимонного соку. Класифікується як коктейль на весь день (англ. All day cocktail). Належить до офіційних напоїв Міжнародної асоціації барменів (IBA), категорія «Напої нової ери» (англ. New Era Drinks).

## Спосіб приготування
Склад коктейлю «Lemon drop martini»:
- горілка — 35 мл (3,5 cl),
- лікер Triple Sec — 20 мл (2 cl),
- лимонний сік — 15 мл (1,5 cl).